# Cour du Nord

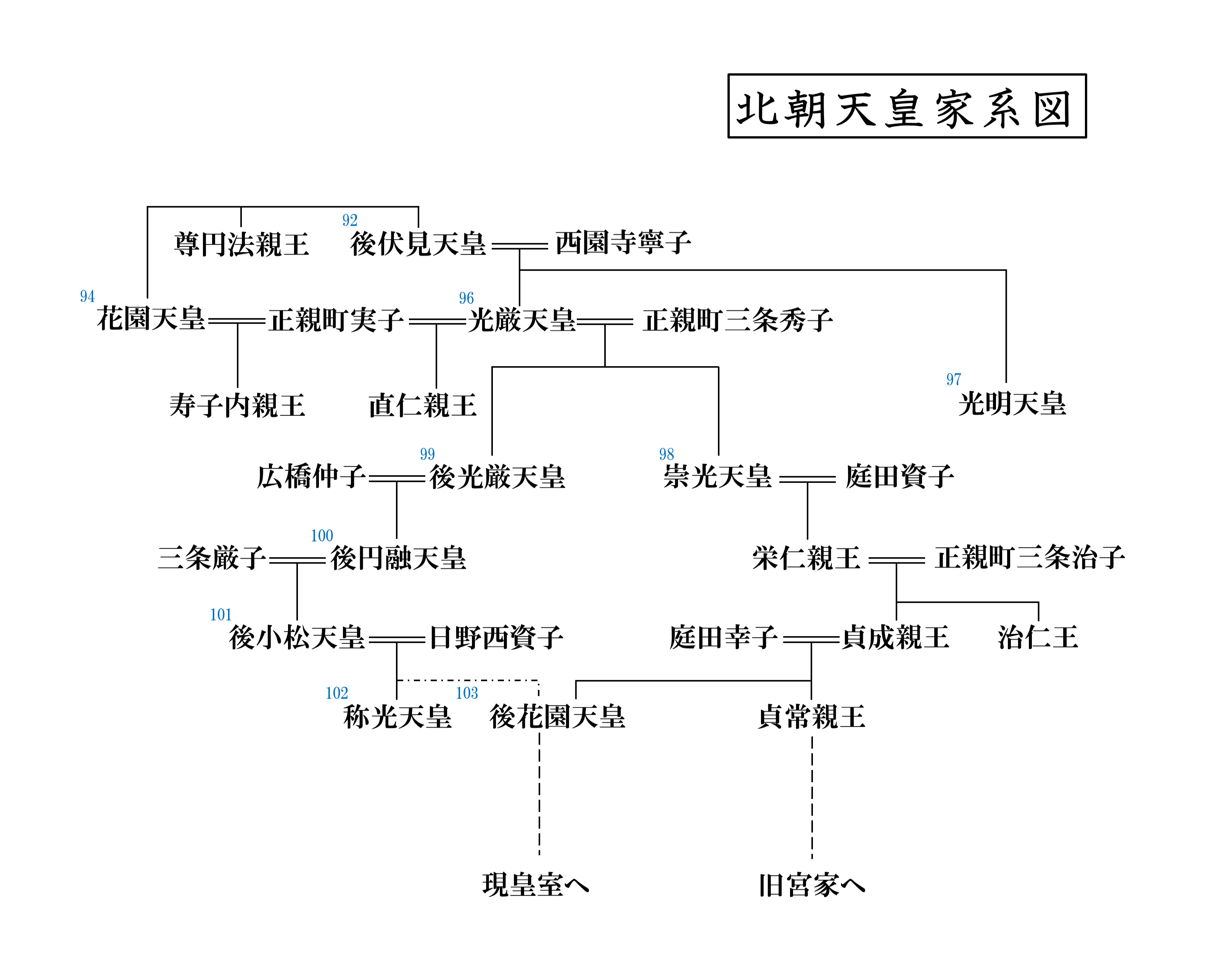
Arbre généalogique de la maison de la Cour du Nord

La Cour du Nord (en japonais Hokuchō, 北朝) est une courte dynastie de 6 empereurs du Japon, appelés prétendants du Nord ou prétendants Ashikaga, qui régnèrent sur Kyōto durant l'époque Nanboku-chō, et opposés à la lignée aujourd'hui considérée comme légitime, appelée Nanchō (« Cour du Sud »).

## Origines et histoire
Les origines de la Cour du Nord remontent à l'empereur Go-Saga, qui a régné de 1242 à 1246. Deux de ses fils, Go-Fukakusa puis Kameyama, lui succédèrent. Les descendants de ces deux derniers entrèrent en rivalité pour la succession au trône du chrysanthème, les descendants de Go-Fukakusa étant connus comme la lignée Jimyōin-tō alors que ceux de Kameyama prirent le nom de lignée Daikakuji-tō.
En 1333, quand l'empereur Go-Daigo, de la lignée Daikakuji-tō, se révolta contre le shogunat de Kamakura et initia la restauration de Kemmu, le shogun répondit en exilant Go-Daigo et en mettant sur le trône Kōgon, de la lignée Jimyōin-tō. Après la destruction du shogunat de Kamakura en 1333, Kōgon perdit son titre, mais son frère, Kōmyō, et deux de ses fils furent soutenus par les nouveaux shoguns Ashikaga comme étant les prétendants légitimes au trône.
La famille de Kōgon forma ainsi une Cour du Nord qui rivalisait avec la Cour du Sud de Go-Daigo et de ses descendants. En 1392, l'empereur Go-Kameyama signa un accord avec Go-Komatsu (de la Cour du Nord) pour revenir à l'ancienne alternance tous les 10 ans. Cependant, Go-Komatsu brisa cet accord, en régnant 20 ans et en désignant pour héritier son propre fils au lieu d'un membre de l'ancienne Cour du Sud.
Étant les ancêtres de tous les empereurs suivants, la Cour du Nord fut considérée durant des siècles comme la vraie famille impériale. Cependant, depuis 1911, le gouvernement japonais a déclaré les prétendants du Sud comme étant les empereurs légitimes car ayant possédé les trois Trésors sacrés.

## Liste des prétendants du Nord
| Nom de règne        | Kanji               | Nom personnel       | Kanji               | Dates de vie        | Dates de règne | Notes |
| ------------------- | ------------------- | ------------------- | ------------------- | ------------------- | -------------- | --- |
| Kōgon               | 光厳天皇            | Kazuhito            | 量仁                | 1313 - 1364         | 1331 - 1333    | Considéré comme le premier des prétendants du Nord, bien qu'il n'y avait pas encore de Cour du Sud durant son règne (Go-Daigo était alors en exil.) |
| Pas de Cour du Nord | Pas de Cour du Nord | Pas de Cour du Nord | Pas de Cour du Nord | Pas de Cour du Nord | 1333 - 1336    | |
| Kōmyō               | 光明天皇            | Yutahito            | 豊仁                | 1322 - 1380         | 1336 - 1348    | Premier prétendant du Nord ayant le soutien des Ashikaga.                                                                                           |
| Sukō                | 崇光天皇            | Okihito             | 興仁                | 1334 - 1398         | 1348 - 1351    | |
| Interrègne          | Interrègne          | Interrègne          | Interrègne          | Interrègne          | 1351 - 1352    | |
| Go-Kōgon            | 後光厳天皇          | Iyahito             | 弥仁                | 1338 - 1374         | 1351 - 1371    | |
| Go-En'yū            | 後円融天皇          | Ohito               | 緒仁                | 1359 - 1393         | 1371 - 1382    | |
| Go-Komatsu          | 後小松天皇          | Motohito            | 幹仁                | 1377 - 1433         | 1382 - 1392    | Régna sur les deux Cours réunifiées à partir de 1392 en tant que 100e empereur.                                                                     |